# Ayyavazhi
Ayyavazhi är en religion med ursprung i södra Indien på 1800-talet. Religionen är en undergrupp till hinduism. Religionen räknas som en av de fyra dharmiska religionerna.[källa behövs]
Ayyavazhi är en monoteistisk religion som förespråkar dyrkandet av guden Ayya Vaikundar. Religionens skrifter är Akilathirattu Ammanai och Arul Nool, varav den förra är den längsta balladen i världen.[källa behövs]